# Won Ji-an
Won Ji-an (en hangul, 원지안; de nacimiento: Kim In-seon; Bucheon, 17 de agosto de 1999) es una actriz surcoreana. El papel más destacado en sus primeros años de carrera fue el de una joven enferma terminal en la serie televisiva If You Wish Upon Me, por el que fue premiada como mejor actriz revelación en los premios Korea First Brand. Su aparición en la segunda temporada de El juego del calamar la ha dado a conocer a buen número de espectadores.

## Carrera
Won Ji-an comenzó a asistir a una academia de actuación los fines de semana cuando estaba en tercer curso de la escuela secundaria. Al finalizar esta se matriculó en el Departamento de Actuación de la Universidad Nacional de Artes de Corea.
Debutó en la serie de Netflix D.P., en 2021, donde apareció como Moon Yeong-ok, la novia de un desertor del ejército surcoreano, y se hizo notar por el público pese a que su presencia en pantalla fue de solo diez minutos.
Del mismo año fue su debut en cine, en el reparto de la taquillera Happy New Year, donde es una patinadora artística que vive su primer amor con un compañero de escuela.
Su primer papel protagonista fue al año siguiente, en la serie web Hope or Dope, como una adolescente que descubre una plantación de cáñamo y acaba involucrada en tráfico de drogas. La serie alcanzó un buen éxito, llegando a la segunda posición entre las emitidas en este medio, y ello dio lugar a una segunda temporada también en 2022. También en 2022, su interpretación de una joven enferma terminal en If You Wish Upon Me le valió una nominación como mejor actriz de reparto en los premios KBS Drama, y ser considerada la mejor actriz revelación en los premios Korea First Brand.
En 2023 protagoniza la serie de fantasía y romance Heartbeat (KBS2), con el papel de una joven enfermera de escuela secundaria a tiempo parcial.
En diciembre de 2024 apareció en la segunda temporada de El juego del calamar como la jugadora 380.

## Filmografía

### Cine
| Año  | Título         | Hangul       | Papel        | Notas         | Ref.  |
| ---- | -------------- | ------------ | ------------ | ------------- | ----- |
| 2021 | Happy New Year | 해피 뉴 이어 | Lim Ah-yeong | Debut en cine | [ 4 ] |

### Series de televisión
| Año   | Título                 | Papel                | Canal   | Notas                                    | Ref.          |
| ----- | ---------------------- | -------------------- | ------- | ---------------------------------------- | ------------- |
| 2021  | D.P.                   | Moon Yeong-ok        | Netflix | Serie web - ep. 3                        | [ 3 ]         |
| 2022  | Hope or Dope 1         | Kyung Da-jung        | Seezn   | Serie web en 10 episodios - protagonista | [ 14 ] [ 6 ]  |
| 2022  | Hope or Dope 2         | Kyung Da-jung        | Seezn   | Serie web en 10 episodios - protagonista | [ 14 ] [ 6 ]  |
| 2022  | If You Wish Upon Me    | Ha Joon-kyung        | KBS2    |                                          | [ 15 ] [ 16 ] |
| 2023  | Heartbeat              | Joo In-hae           | KBS2    | Protagonista                             | [ 17 ] [ 10 ] |
| 2024  | El juego del calamar 2 | Se-mi (jugadora 380) | Netflix | Serie web                                | [ 13 ]        |
| Próx. | Pleasant Bullying      | Soo Hyun             |         | Serie web en 10 episodios - protagonista | [ 18 ]        |

### Sesiones fotográficas
| Año  | Publicación        | Notas                    | Ref.   |
| ---- | ------------------ | ------------------------ | ------ |
| 2021 | Harper's Bazaar    | Número de agosto de 2021 | [ 19 ] |
| 2022 | Marie Claire Korea | Número de agosto de 2022 | [ 1 ]  |

## Premios y nominaciones
| Año  | Premios                    | Categoría                    | Papel               | Resultado | Ref.   |
| ---- | -------------------------- | ---------------------------- | ------------------- | --------- | ------ |
| 2022 | Premios Blue Dragon Series | Mejor actriz revelación      | Hope or Dope        | Nominada  | [ 20 ] |
| 2022 | Premios Director's Cut     | Mejor actriz revelación (TV) | D.P.                | Nominada  | [ 21 ] |
| 2022 | Premios KBS Drama          | Mejor actriz de reparto      | If You Wish Upon Me | Nominada  | [ 8 ]  |
| 2023 | Premios Korea First Brand  | Mejor actriz revelación      | If You Wish Upon Me | Ganadora  | [ 9 ]  |